# Helena Nordheim
Helena „Lea” Nordheim (n. 1 august 1903, Amsterdam, Țările de Jos – d. 2 iulie 1943, Lagărul de exterminare Sobibor, Lublin, Polonia) a fost o gimnastă neerlandeză de etnie evreică.
La Jocurile Olimpice de vară din 1928, în cadrul echipei de gimnastică, a câștigat medalia de aur.
A murit, împreună cu soțul și fiica de 10 ani, la Lagărul de exterminare Sobibor.